# Mimagnia
Mimagnia es un género de escarabajos longicornios de la tribu Acanthocinini que contiene una sola especie, Mimagnia quadrifasciata. La especie fue descrita por Fauvel en 1906.
Se distribuye por Nueva Caledonia.